# Alpy Graickie

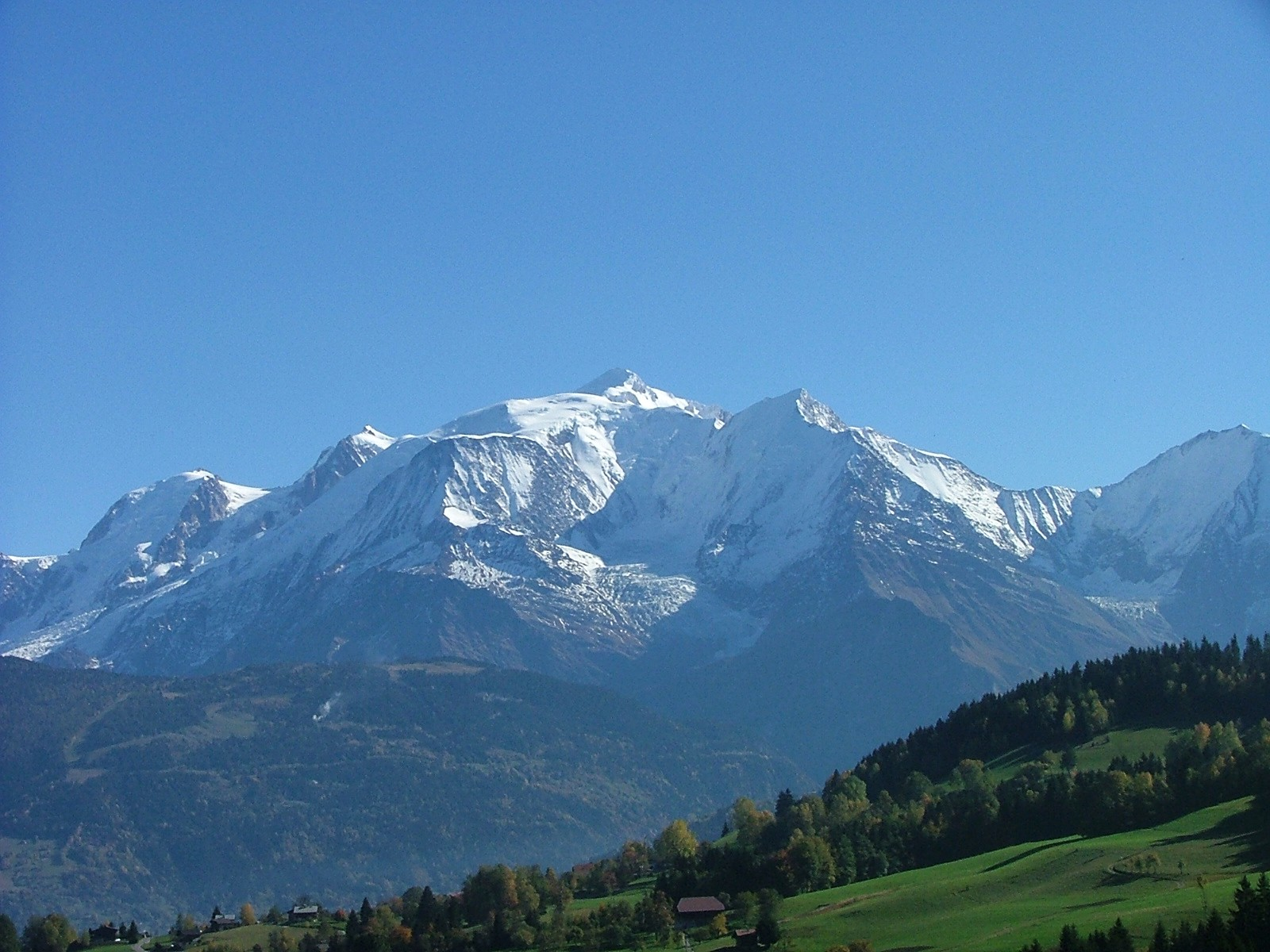
Mont Blanc

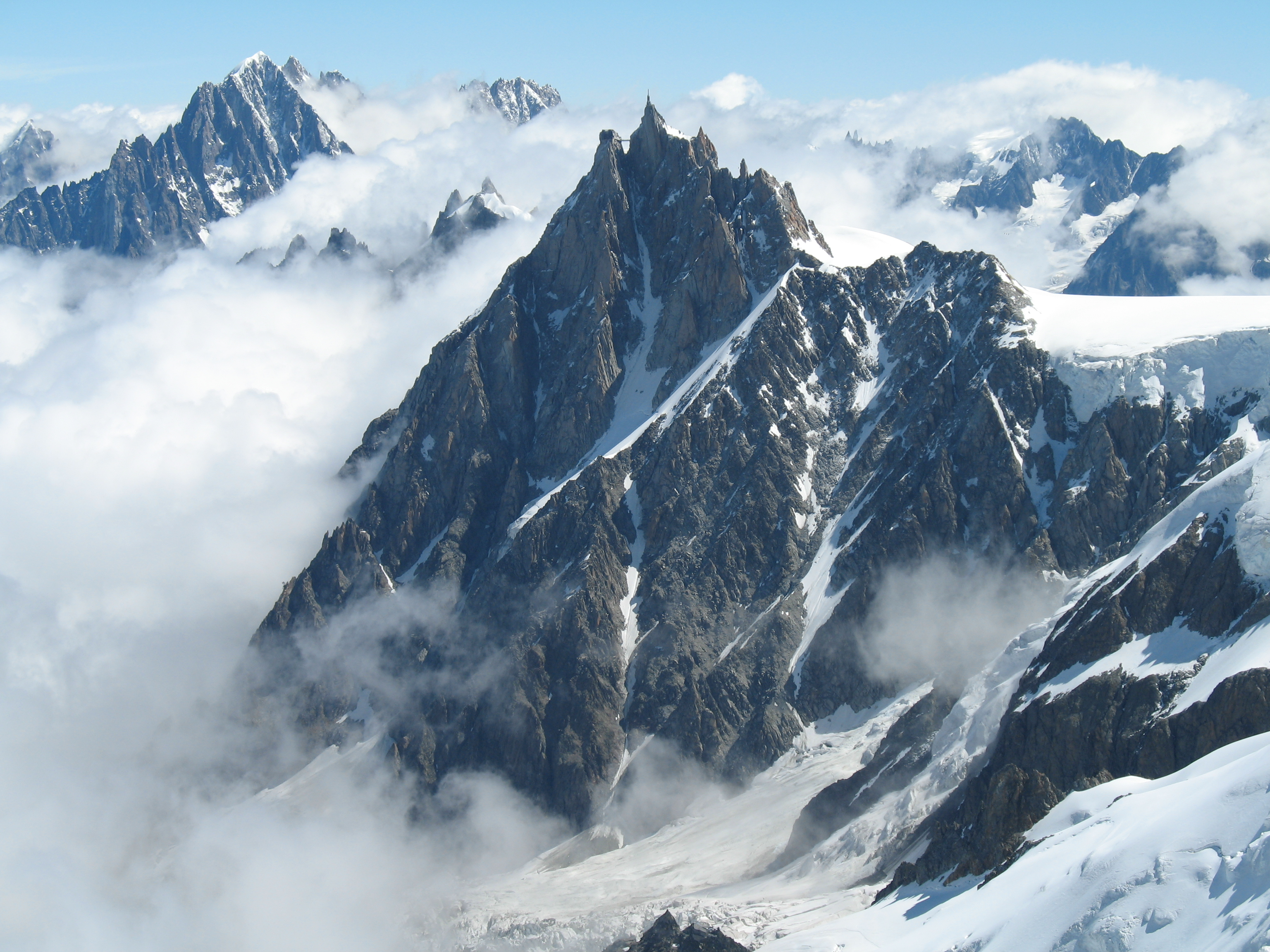
Aiguille du Midi

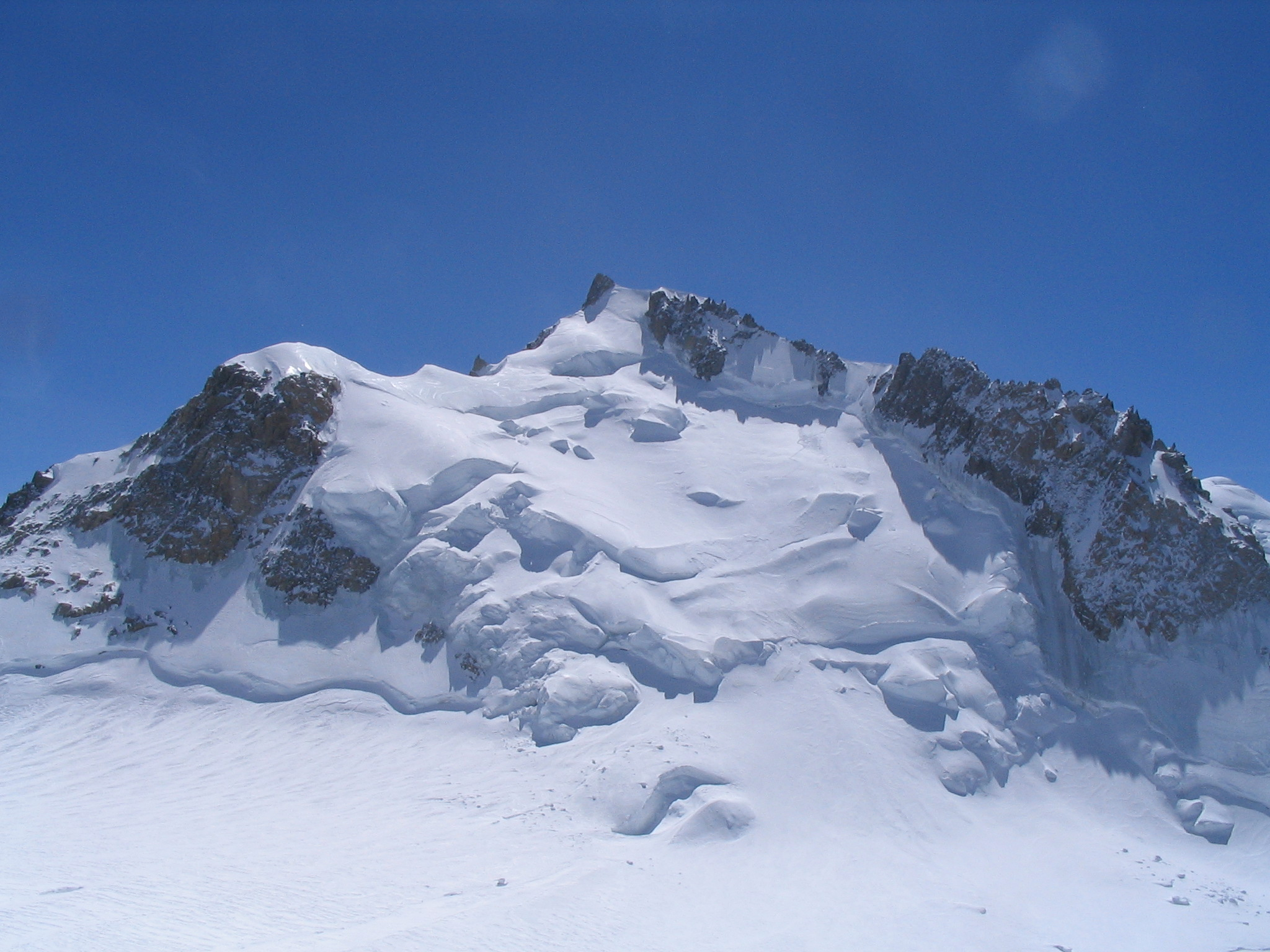
Mont Maudit

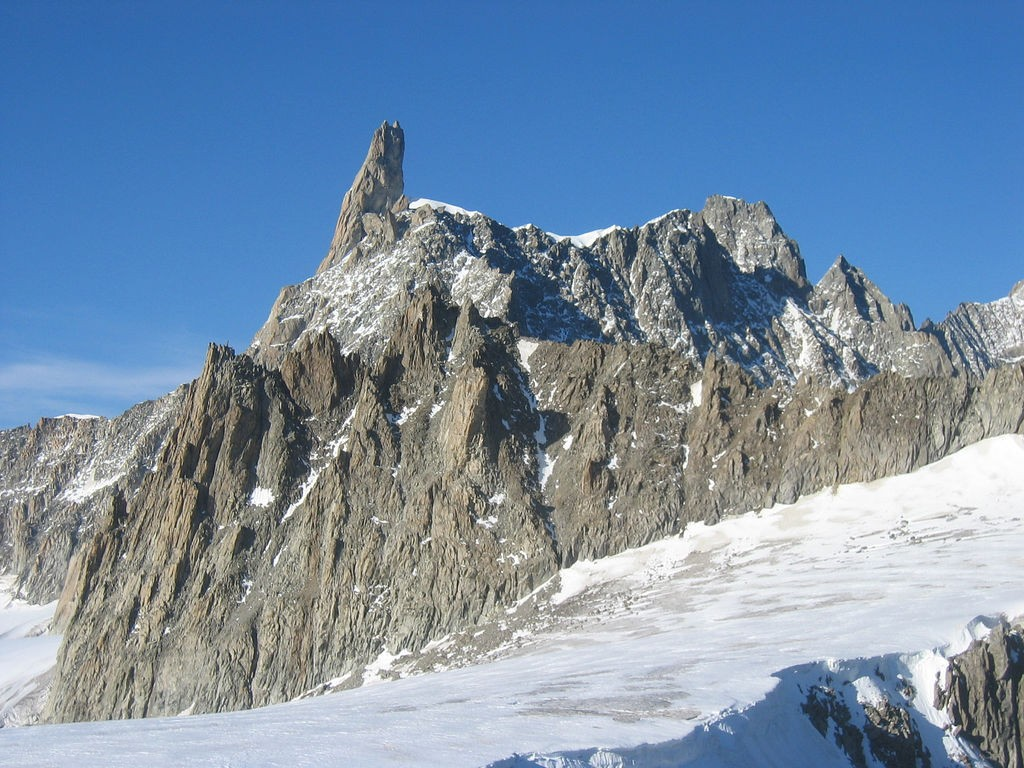
Dente del Gigante

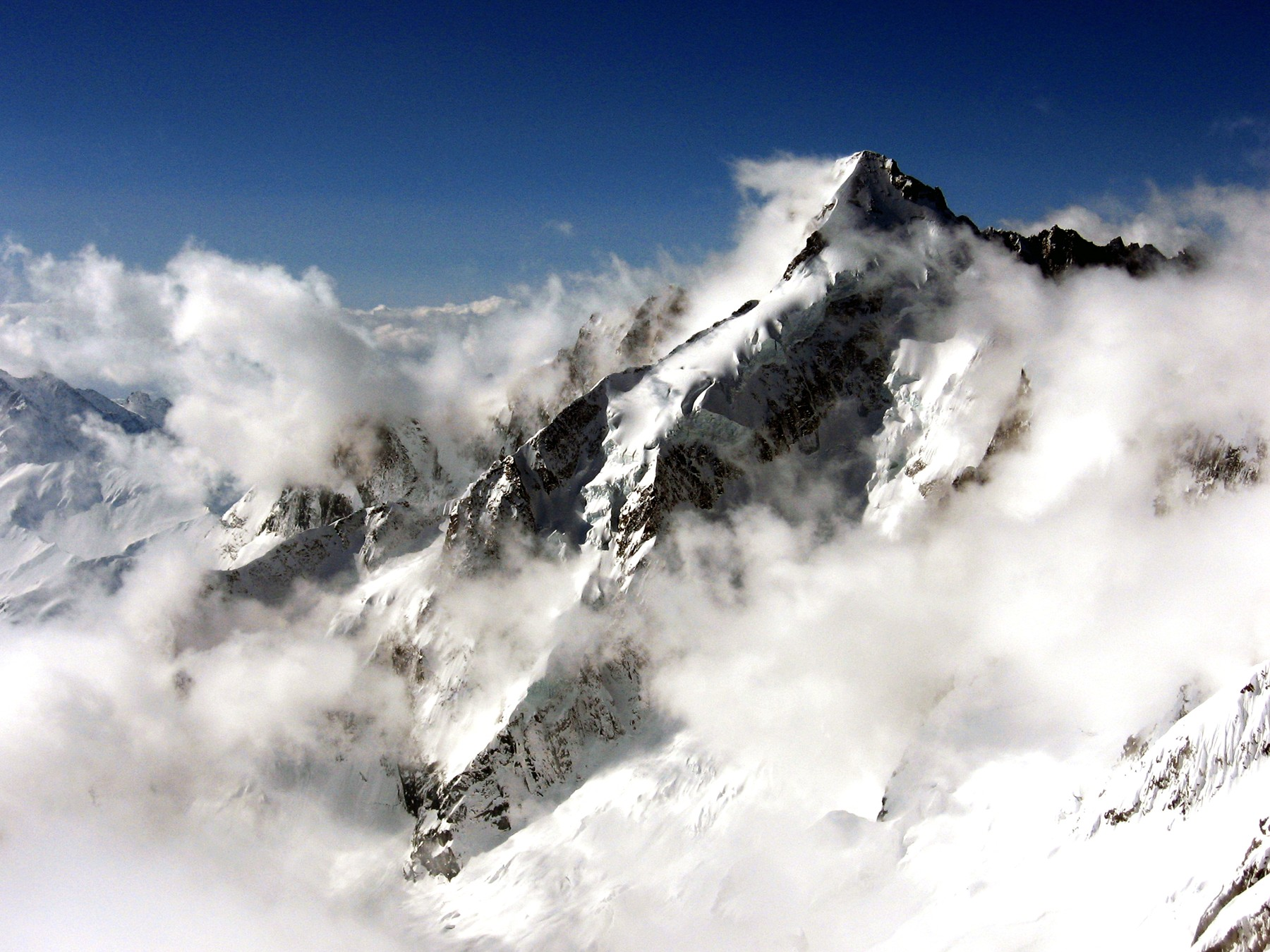
Mont Dolent

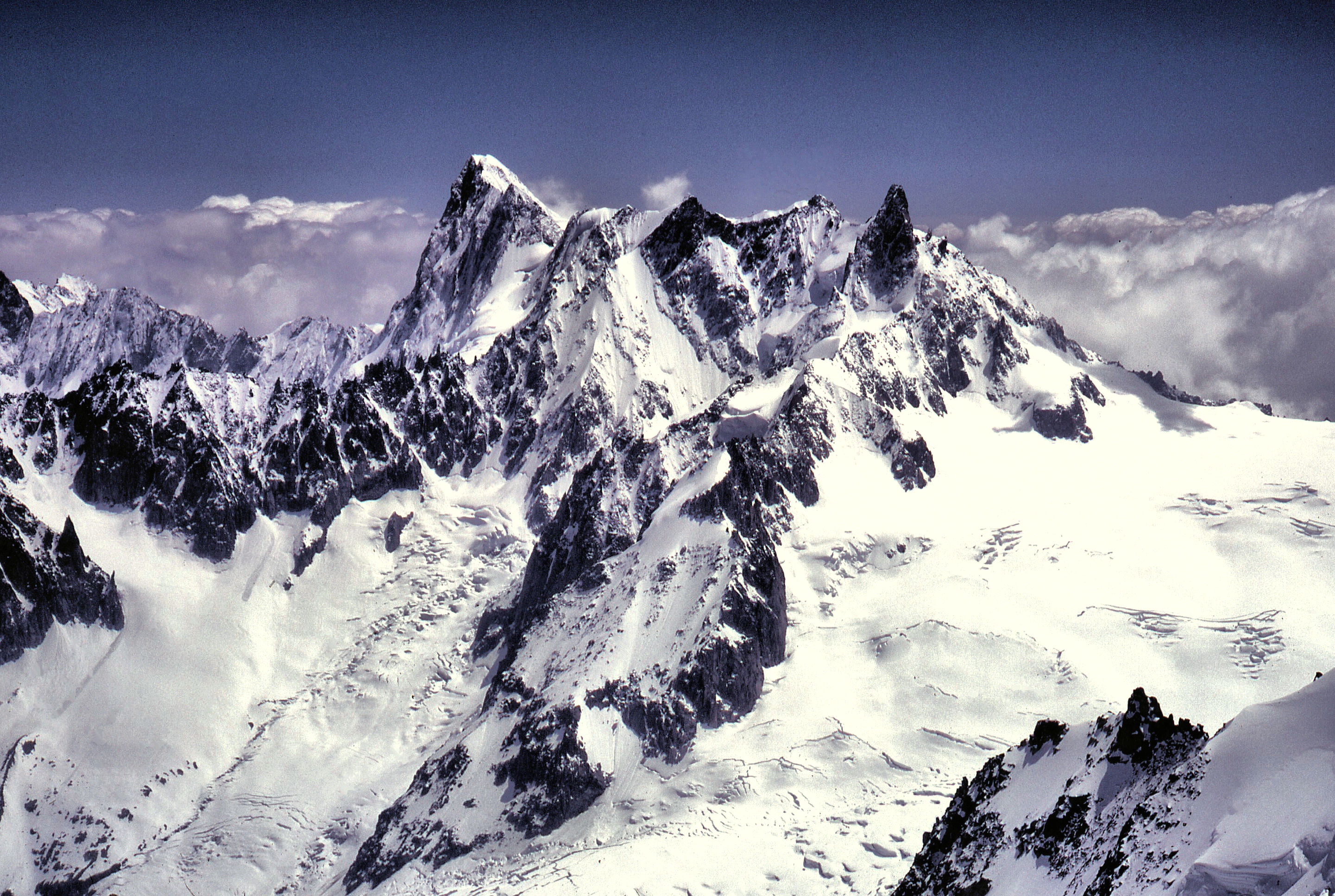
Grandes Jorasses

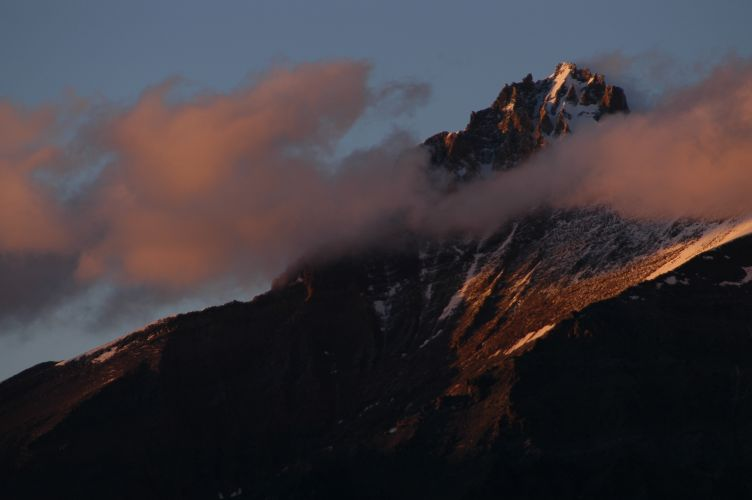
Grivola

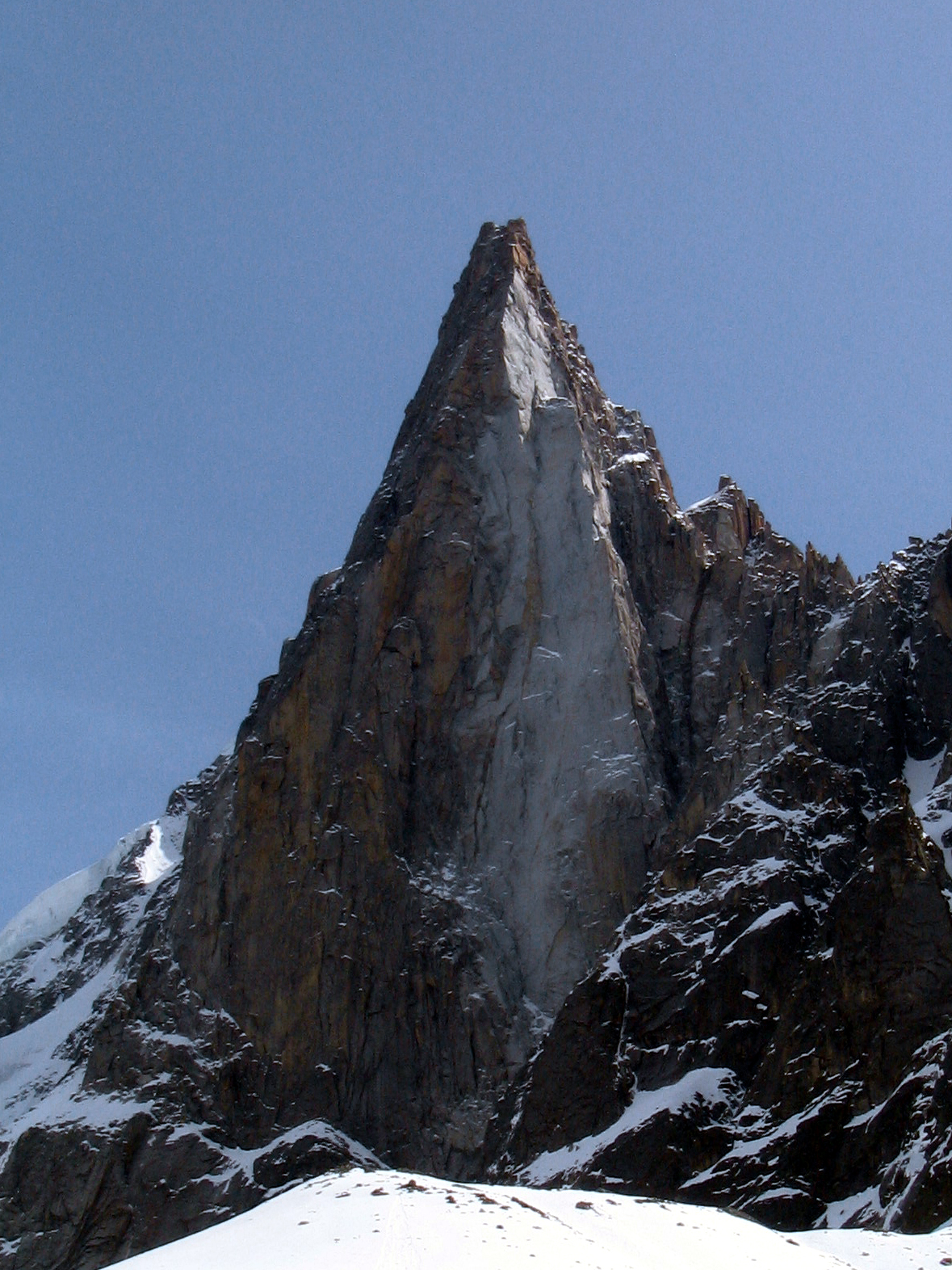
Aiguille du Dru

Alpy Graickie (wł. Alpi Graie, fr. Alpes grées, Alpes graies) – część Alp Zachodnich na granicy Francji (region Owernia-Rodan-Alpy) i Włoch (Dolina Aosty i Piemont). Zachodnia część Alp Graickich jest dorzeczem rzeki Isère i jej dopływu rzeki Arc, natomiast wschodnia część leży w dorzeczu Padu (rzeki: Dora Baltea, Orco i Stura di Lanzo). Najwyższym szczytem pasma jest Mont Blanc (4810 m) w Masywie Mont Blanc. Szczyt ten jest też najwyższym szczytem całych Alp.

## Topografia

### Partizione delle Alpi
| \| Tradycyjny francusko-włoski podział Alp, Partizione delle Alpi, z 1924 (wprowadzony 1926) wymienia Alpy Graickie, jako Alpi Graie (nr 22)[2]. \| \| Alpy Graickie w tej klasyfikacji mają takie same granice, jak wg SOIUSA[2]. \| \| Najwyższym szczytem grupy w granicach pasma wg tego podziału jest Mont Blanc. \| |
| Tradycyjny francusko-włoski podział Alp, Partizione delle Alpi, z 1924 (wprowadzony 1926) wymienia Alpy Graickie, jako Alpi Graie (nr 22). |
| Alpy Graickie w tej klasyfikacji mają takie same granice, jak wg SOIUSA. |
| Najwyższym szczytem grupy w granicach pasma wg tego podziału jest Mont Blanc. |

Przełęcz Col des Montets oddziela Alpy Graickie od Préalpes de Savoie, przełęcz Col du Grand Ferret i rzeka Dora Baltea oddziela je od Alp Pennińskich, przełęcz Colle del Moncenisio oddziela je od Alp Kotyjskich, a rzeka Arc oddziela je od Alp Delfinackich.

### SOIUSA
| \| Podział Alp SOIUSA podaje nazwę grupy (sezione) Alpi Graie (Alpes Grées; kod SOIUSA = I/B-7), które są częścią (grande settore) Alpi Nord-occidentali (kod SOIUSA = I/B)[2]. \| \| Alpy Graickie według tego podziału mają taki sam zasięg, jak w Partizione delle Alpi[2]. \| \| Najwyższym szczytem grupy w tej klasyfikacji jest Mont Blanc. \| |
| Podział Alp SOIUSA podaje nazwę grupy (sezione) Alpi Graie (Alpes Grées; kod SOIUSA = I/B-7), które są częścią (grande settore) Alpi Nord-occidentali (kod SOIUSA = I/B). |
| Alpy Graickie według tego podziału mają taki sam zasięg, jak w Partizione delle Alpi. |
| Najwyższym szczytem grupy w tej klasyfikacji jest Mont Blanc. |

### PWN
| \| Encyklopedia PWN umieszcza Alpy Graickie między dolinami rzek Isère, Dora Riparia i Dora Baltea, pomiędzy Małą Przełęczą Św. Bernarda na północy a przełęczą Fréjus na południu[3]. \| \| Najwyższym szczytem grupy w tych granicach jest Gran Paradiso (4061 m n.p.m.)[3]. \| |
| Encyklopedia PWN umieszcza Alpy Graickie między dolinami rzek Isère, Dora Riparia i Dora Baltea, pomiędzy Małą Przełęczą Św. Bernarda na północy a przełęczą Fréjus na południu.                                                                                                  |
| Najwyższym szczytem grupy w tych granicach jest Gran Paradiso (4061 m n.p.m.). |

W porównaniu z zasięgiem podawanym przez Partizione delle Alpi i SOIUSA granice grupy wg PWN nie obejmują na północy Masywu Mont Blanc i Massif du Beaufortain, zaś na południu rozszerzają obszar Alp Graickich o część głównego grzbietu wododziałowego Alp Zachodnich między przełęczami Fréjus i Mont-Cenis.

### Podgrupy
Alpy Graickie zwykle dzieli się na:
- środkowe
- zachodnie (z parkiem narodowym Parc national de la Vanoise[4][5][6])
- wschodnie (z parkiem narodowym Parco Nazionale del Gran Paradiso[7][5][8])

Podgrupy:
- Masyw Mont Blanc,
- Massif du Beaufortain[4][5][9],
- Massif de la Lauzière[4][5],
- Massif de la Vanoise[4][5][9],
- Massiccio del Gran Paradiso[7][5],
- Alpi della Grande Sassière e del Rutor[4][7][5],
- Alpi di Lanzo e dell’Alta Moriana, Alpes de la Haute Maurienne et de Lanzo[4][7][5].

Najwyższe szczyty:
| - Mont Blanc 4810 m, - Mont Blanc de Courmayeur 4748 m, - Mont Maudit 4465 m, - Dôme du Goûter 4303 m, - Grandes Jorasses 4208 m, - Aiguille Verte 4121 m, - Gran Paradiso 4061 m, - Aiguille de Bionnassay 4051 m, - Dente del Gigante 4013 m, - Grivola 3969 m, - Aiguilles de Trélatête 3940 m, - Aiguille d’Argentière 3902 m, - Aiguille de Triolet 3870 m, - Aiguille du Goûter 3863 m, - Grande Casse 3855 m, - Aiguille du Midi 3842 m, - Grand Capucin 3838 m, - Tour Noir 3836 m, - Aiguille du Chardonnet 3824 m, - Mont Dolent 3823 m, - Aiguille des Glaciers 3816 m, - Mont Pourri 3779 m, - Herbetet 3778 m, - Punta di Charbonnel 3760 m, - Aiguille du Dru 3754 m, - Aiguille de la Grande Sassière 3751 m, - Dent Parrachée 3697 m, - Torre del Gran San Pietro 3692 m, - Uia di Ciamarella 3676 m, - Dômes de Miage 3669 m, - Grande Motte 3653 m, - Roccia Viva 3650 m, - Ciarforon 3642 m, - Albaron di Savoia 3638 m, - Becca di Gay 3621 m, - Levanna Centrale 3619 m, - Pointe de Ronce 3612 m, - Tsanteleina 3606 m, - Uia di Bessanese 3604 m, - Dôme de l’Arpont 3599 m, - Dôme de Chasseforêt 3586 m, - Aiguille de Péclet 3566 m, | - Punta d’Arnas 3560 m, - Monte Emilius 3559 m, - Croce Rossa 3546 m, - Aiguille du Tour 3542 m, - Aiguille de Polset 3538 m, - Rocciamelone 3537 m, - Punta Chalanson 3530 m, - Punta Tersiva 3513 m, - Grande Traversière 3496 m, - Testa del Rutor 3486 m, - Aiguille du Grépon 3482 m, - Grande Aiguille Rousse 3482 m, - Roc du Mulinet 3469 m, - Aiguille Pers 3451 m, - Aiguille des Grands Charmoz 3445 m, - Aiguille du Tacul 3438 m, - Pointe de la Sana 3436 m, - Pointe de l’Échelle 3432 m, - Punta Fourà 3410 m, - Punta delle Sengie 3408 m, - Granta Parey 3387 m, - Pointes de la Glière 3386 m, - Punta di Galisia 3345 m, - Pointe de la Traversière 3338 m, - Pointe de Méan Martin 3337 m, - Punta Lavina 3308 m, - Roche Chevrière 3282 m, - Ormelune 3278 m, - Pointe d’Orny 3274 m, - Signal du Mont Iseran 3241 m, - Pointe de la Rechasse 3223 m, - Grande Assaly 3174 m, - Rosa dei Banchi 3164 m, - Becca di Nona 3142 m, - Torre d’Ovarda 3075 m, - Punta Pousset 3046 m, - Roignais 2995 m, - Uia di Mondrone 2964 m, - Monte Unghiasse 2939 m, - Pierra Menta 2714 m, - Monte Colombano 1658 m, - Monte Musinè 1150 m, |  |

Najwyżej położone przełęcze:
| - Col de la Brenva (4333 m), - Col de Triolet (3691 m), - Col d’Argentière (3516 m), - Col de la Grande Rousse (3500 m), - Col de Talefre (3484 m), - Col de Gebroulaz (3470 m), - Col de Monel (3428 m), - Col de Miage (3376 m), - Col du Géant (3371 m), - Col du Grand Paradis (3349 m), - Col du Charforon (3331 m), - Col de Teleccio (3326 m), - Col du Chardonnet (3325 m), - Col de Lauzon (3301 m), - Col du Bouquetin (3300 m), - Col St-Grat (3300 m), | - Col du Tour (3280 m), - Fenêtre de Saleinaz (3264 m), - Col de l'Herbetet (3257 m), - Col du Collerin (3202 m), - Col du Grand Etret (3158 m), - Col de Bassac (3153 m), - Col du Carro (3140 m), - Col d'Arbole (3137 m), - Col de la Goletta (3120 m), - Col de Rhêmes (3101 m), - Col de la Grande Casse (3100 m), - Col de Sea (3083 m), - Col de l'Autaret (3070 m), - Col de Girard (3044 m), - Col Rosset (3024 m), - Col d’Arnas (3014 m). |  |

## Turystyka
W Alpach Graickich znajdują się znane ośrodki turystyczne:
- Ceresole Reale (Włochy),
- Courmayeur (Włochy),
- Tignes (Francja),
- Val d’Isère (Francja),
- Chamonix (Francja).

Schroniska:
| - Rifugio del Goûter – 3817 m, - Rifugio des Cosmiques – 3613 m, - Rifugio Torino – 3375 m, - Rifugio Quintino Sella – 3363 m, - Rifugio del Trient – 3170 m, - Rifugio di Tête Rousse – 3167 m, - Rifugio Francesco Gonella – 3071 m, - Rifugio dei Grands Mulets – 3051 m, - Rifugio degli Angeli al Morion – 2916 m, - Rifugio Vittorio Raffaele Leonesi – 2909 m, - Rifugio Cà d’Asti – 2854 m, - Rifugio Gabriele Boccalatte e Mario Piolti – 2803 m, - Rifugio Federico Chabod – 2750 m, - Rifugio Vittorio Emanuele II – 2732 m, - Rifugio Bartolomeo Gastaldi – 2659 m, - Rifugio Ernesto Tazzetti – 2642 m, - Rifugio Luigi Cibrario – 2616 m, | - Rifugio città di Chivasso – 2604 m, - Rifugio Cesare Dalmazzi al Triolet – 2590 m, - Rifugio des Evettes – 2590 m, - Rifugio Monzino – 2590 m, - Rifugio Vittorio Sella – 2584 m, - Rifugio des Conscrits – 2580 m, - Rifugio Sogno di Berdzé al Péradzà – 2526 m, - Rifugio Arbolle – 2507 m, - Rifugio Alberto Deffeyes – 2494 m, - Rifugio Pian della Ballotta – 2470 m, - Rifugio Gian Federico Benevolo – 2287 m, - Rifugio Paolo Daviso – 2280 m, - Rifugio Guglielmo Jervis – 2250 m, - Rifugio dell’Averole – 2210 m, - Rifugio Elisabetta Soldini Montanaro – 2195 m, - Rifugio Dondena – 2192 m, - Rifugio Città di Cirié – 1850 m. |  |